# Amblyopsis spelaea
Espèce
Statut de conservation UICN

 NT  : Quasi menacé
Amblyopsis spelaea est un poisson aveugle de la famille des Amblyopsidae. Il vit uniquement dans des grottes (cavernicole) aux États-Unis en Indiana et au Kentucky d'où son nom américain Northern cavefish traduisible par poisson cavernicole du Nord.